# 扎里奇恰 (邵爾斯區)
51°47′51″N 31°48′48″E / 51.79750°N 31.81333°E
扎里奇恰（烏克蘭語：Заріччя）是位於烏克蘭北部切爾尼戈夫州裏科留基夫卡區的村莊，始建於1842年，面積23.7平方公里，海拔高度115米，2001年人口317，人口密度每平方公里13.38人。